# Kenneth Bager
Kenneth Bager (født 6. marts 1962) er en dansk DJ og producer, der i slutningen af 1980'erne introducerede den moderne DJ- og klubkultur i Danmark og Skandinavien med Coma Club. Startede på DR P3 i slut 8o'erne med programmet Det DUR (Dansk Ungdoms Radio), derefter på The Voice med hans ugentlige dj mixshow fredag/lørdag "Tolv Stygge Tykke TOLVTOMMERE" som han kørte frem til 1998. Kenneth har været formidler gennem fire årtier i diverse programmer på Danmarks Radio af udviklingen indenfor dansemusik, og været involveret i diverse Festivals bl.a som Musikalsk Kurator ofg founder på Apple Flower Festival på Lille Ø.

## Karriere
Han startede sin dj-karriere i 1979 ved at blive kåret til Himmerlands Bedste Discjockey. Sidenhen blev han den første dansker, der spillede på det københavnske spillested Daddy's Dance Hall i 1982. Stedet var hver lørdag fyldt med 1200 gæster som i tøj- og musiksmag var stærkt inspireret af den engelske scene. Genrene var primært funk, ska og disco.
Kenneth producerede Danmarks første maxi-single da han i 1983 remixede "Popmusikerens Vise" af det danske band TV-2.
I 1985 arrangerede Kenneth sammen med sin lysmand fra Daddy's Dance Hall, Jack (Djek) deres første fest i Carlton-biografen på Vesterbrogade i København under titlen Amok. Dørmændene var klædt ud som hovedfiguren fra Kubrick-klassikeren A Clockwork Orange, der var popcorn på dansegulvet, og loftet var dekoreret med oppustelige lolita-dukker. På dansegulvet var en boksering opsat, hvori lokale boksere boksede. Der var børnelegetøj på toiletterne, stilladser med strippere, og filmklassikeren Passer passer piger blev vist på biografens lærred på hovedet og baglæns. Festen Amok blev dermed startskuddet til de berømte Coma-fester.
Med Coma-festerne i København i 1988 introducerede Kenneth Bager Scandinavien for den moderne klubkultur og musikstilen acid house. Året efter præsenterede han den nye lyd til hele Danmarks ungdom i P3-udsendelsen Det D.U.R. – Dansk Ungdoms Radio, og med nummeret Kaos (1989) af bandet Dr. Baker skabte han et internationalt dansegulvshit. Introen fra Kaos blev sidenhen samplet af bl.a. FSOL, The Shamen, David Morrales og Kenny Dope.
Udover at arbejde med egne klubber som Baby og Flex har Kenneth Bager været toneangivende gæste-DJ på klubber i ind- og udland, heriblandt Spectrum i London, Dorian Grey og Omen i Frankfurt, Space på Ibiza, og kom på listen over de 100 bedste DJ's i verden i det engelske musikblad DJ Magazine i 1993.
Kenneth har været vært i sit eget ugentlige tv-program om den danske dance chart, som blev sendt på ZTV, og duoen Angry Ass (Jan Elhøj og Anders Christian Hansen) startede deres tv-karriere, da de spillede hans forældre. Desuden har han etableret pladeselskaber som Coma Records, Flex og Music For Dreams, hvor han i dag er direktør og producer.
Kenneth Bager var i foråret 2007 aktuel med albummet Fragments From A Space Cadet. Den engelske udgave af albummet er noget anderledes end den danske version og indeholder fire numre, der ikke er at finde på den oprindelige udgave, heriblandt singlen "Fragment Sixteen (I Can’t Wait)" med gæstevokal af Thomas Troelsen.
Albummet udsendes under kunstnernavnet The Kenneth Bager Experience.
I DR's X Factor 2011 var han hjælpedommer til Cutfather's boot camp med de unge solister.
I 2012 etablerede Kenneth Bager et samarbejde med kokken Claus Meyer. De startede sammen Music and Food United hvor deres festival Apple Flower Festival på Lilleø nord for Lolland afholdes hvert år i og omkring pinsen. Kenneth Bager stod for musikken og Claus Meyer for maden. Hidtil har bl.a. følgende kunstnere besøgt festivalen: The National, HubbabubbaKlubb, Gigi Masin, Noah, Aura, Rasmus Walter, Ukendt Kunstner, Troels Hammer, Noonie Bao, Emil Germ, JJME, Indians, Wafande, Mendoza og Hannah Schneider. Live-delen blandes med gæste-DJ's: Lexx, Nikolaj Koppel, Rasmus Botoft, Phil Mison, Jens Erik Sørensen, Tako og Abel Red Light Records, Basso, Mika Snickars, Olefunken.
I 2013 var Kenneth Bager resident DJ på Cafe Mambo på Ibiza hvor han afholdte 13 events hver søndag med live gæsteoptræden af bl.a. Laid Back, Hess is More, Hannah Schneider, Jacob Gurevitsch, Troels Hammer og internationale gæste-DJ's: Kolsch, Phil fra Golf Channel, Andy Wilson, Rainer Truby, Tuccinelli, Dj Pippi, Rusty Egan, Djek, Michael Reinbooth, Charles Webster, Phil Mison, Valentin Huedo og Dj Disse. Der afholdtes også en enkelt event på strandbaren Sirocco hvor Valentin Huedo, Willie Graff, Tuccillo, Lucci Capri, Alfredo, Dj Pippi og Luka (hans søn) var gæste dj's. Livemusikken blev leveret af Hess is More og Laid Back. Kenneth spillede samme sommer på Pacha og varmede tre gange op på stedet Ushuia for den engelske DJ-legende Pete Tong. Det engelske magasin Mix Mag gjorde status for Ibiza sæsonen 2013 i October, og her figurerede Kenneth Bager 2 gange på top 10 over de bedste musikoplevelser på Ibiza i 2013, da han sammen med bl.a. Carl Cox og Sven Vath "breakede" Ten Walls - "Gotham" og Ninetoes - "Finder".
I maj 2014 udsendte Kenneth Bager sit tredje soloalbum Follow The Beat. I sommeren 2014 afholdt Music For Dreams chill-ouh-arrangementer på Papirøen på Christianshavn med gæsteoptrædener fra: Emil Germ og Kill J, samt dj's Leo Mas, Master Fatman, Peter Visti, Dj Disse, Djek, Mads Dalholt, Marco Lawson, Moonboots, Karsten Loud og Soulshaker. I august startede Kenneth Bager "Kultur Salonen" på Sølyst i Klampenborg med bl.a. Master Fatman og Mikael Bertelsen. I oktober 2014 spillede Kenneth Bager som gæste-dj i Brasilien og Peru. I november 2014 lancerede Kenneth Bager sammen med Claus Meyer et nyt julefrokost-arrangement "Traditionen Utro" i Øksnehallerne i København med bl.a. Ukendt Kunstner, Rasmus Hedegaard, Kill J. Live og en menu på 20 retter.

## Labels
Coma Records er Kenneths selskab 1990 til 1992, der udgiver i Skandinavien, hvor han finder de nyeste navne fra danske og internationale dansegulve, så han signer bl.a. THE KLF, Moby, The Shamen, Dance 2 Trance, FPI Project, og giver danske kunstnere Miro, Mental Generation og TBM 1 deres debut. Kenneths eget band Dr. Baker udgives også under Coma Records. Albummet "Coma The Album 2" bliver det første officielle dance album der opnår en førsteplads på hitlisten, det slår det dengang populære soundtrack "Bodyguard".
Kenneth's næste label hedder Flex Records (1993 - 2000)  opnår store internationale succeser - og sælger over 4,5 millioner - her udgives der mere kommercielt bl.a. DJ Aligator, The Cartoons, Tiggy, Whigfield, Infernal, Los Umbrellos og The Outhere Brothers. Sideløbende udgives der Ramirez, Little Jam, JX, NightCrawlers, Baby D og to chill out cd'er Ambient Ibiza 1 og 2.
Music For Dreams, startes i året 2000 til nutid, har udgivet over 370 albums og mere end 1000 singler incl Ep'er og har bl.a. udgivet: Islandman, Jacob Gurevitsch, Cantoma, Vistis Vinyl Collective, Ambala, Julie Pavon, Lulu Rouge, Pepe Link, Boogie Rookie, Wille, Cantoma, Nordsø & Theill, Dj Pippi & Willie Graff, Subnesia, CheapEdits, Visti & Meyland , Anders Ponsaing, Be.Lanuit, Peter Visti & Lukas Visti, Banzai Republic,  Aura, Dj Disse, Bliss, Hess Is More, Fagget Fairys, Giana Factory, Grandjean, Ganga, Spectors, Laid Back og The Kenneth Bager Experience.

## Live
Når The Kenneth Bager Experience optræder live, er det som regel med ti musikere på scenen (bas, guitar, kor, sang, trommer, saxofon, klarinet, keyboards). Bandet har bl.a. optrådt på Roskilde Festival og Smukfest. The Kenneth Bager Experience har været på en mindre Danmarksturne, som bl.a. bragte dem til Train i Aarhus og Vega i København.

## Teater
Kenneth Bager lavede i 2008 forestillingen "Bang Bang - A Space Cabaret" på Bellevue Teatret i Klampenborg. Her medvirkede bl.a. Al Agami, Lykke May, Thomas Bang, Louise Fribo, Ulf Pilgaard, racerkøreren Tom Kristensen, Aura og Kenneth Bager.

## Diskografi

### Albums og singler
- 1990 - Dr Baker - Kaos 7"/12" / Cd
- 1990 - The New Age Orchestra - Let's Dream Together 12"
- 1990 - Dr Baker - Reality 7"/12"
- 1991 - Dr Baker - Turn Up The Music/ Realidad 7"/12"
- 1992 - Dr Baker "Global Kaos" features: Sven Vath, Johnny Bristol, Natasja Saad, Dr Alban. Album
- 1992 - Dr Baker - Kaos/Save Your Love For Me (Remixes) 7"/12"
- 1992 - Dr Baker - Inan 12" (promo)
- 1992 - The Boots Bros  aka Dr. Baker - The Sound Of Coma 12"
- 1992 - Dr Baker - Do What You Want/ How I Wanna Feel 12" (promo)
- 1993 - MKM - Dar Dar Dar Dada Dav (Swing That Daddy) 12"
- 1993 - Dr Baker - Vie La Vie/ Hello Dag 12"
- 1996 - Dr Baker - Alarm 12"
- 1999 - Krystal - Burning Flame 12"
- 2002 - Krystal - Unpredictable 12"
- 2003 - Rumklang - Moonlight walking (fra "Luftkastellet 1")
- 2006 - Kenneth Bager featuring Gisli - "Fragtment One (…And IKept Hearing)" featuring Gisli
- 2007 - Kenneth Bager featuring Julee Cruise - "Fragment Two (The First Picture)"
- 2007 - Kenneth Bager - "Fragments from a Space Cadet" features Julee Cruise, Jacob Fischer, Hans Ulrik og Gisli.
- 2007 - Kenneth Bager featuring Hans Ulrik and Hellerup Cool School Choir - "Fragment Eight (The Sound Of Swing)"
- 2008 - Kenneth Bager featuring Julee Cruise "Les Fleurs"
- 2008 - Kenneth Bager featuring N*Grandjean & Jean Luc Ponty - "Fragment four (Love Won't Leave Me Alone)"
- 2009 - The Kenneth Bager Experience deaturing Thomas Troelsen "Fragment Sixteen (I Can't Wait)"
- 2010 - The Kenneth Bager Experience feat Jazzbox, Cecilie & Frederikke - "Fragment 14 (Naked Music)"
- 2010 -The Kenneth Bager Experience - "Fragments from A Space Cadet Vol 2" features Aloe Blacc, Thomas Troelsen, Jazzbox, Jonas Krag, Sheldon Senior, Kresten Osgood, Eberg og Mames Babegenush.
- 2010 - The Kenneth Bager Experience featuring Eberg - "Fragment 15 (Time is Up )"
- 2011 - The Kenneth Bager Experience featuring Aloe Blacc - "Fragment Eight (The Sound Swing part 2 Oh Na Na)"
- 2011 - The Kenneth Bager Experience featuring Thomas Troelsen - "Fragment 13 (Go Underground )"
- 2012 - The Kenneth Bager Experience featuring P.J. Higgins - "Fragment 35 (Turn Off The Lights)"
- 2012 - The Kenneth Bager Experience featuring Maria Carmen Koppel - "Romeo (Ain't no Secret)"
- 2013 - The Kenneth Bager Experience featuring Noonie Bao - Sunshine Stereo
- 2013 - The Kenneth Bager Experience featuring Damon C Scott - Stuck In A Lie
- 2014 - The Kenneth Bager Experience featuring Damon C Scott - Amazing
- 2014 - The Kenneth Bager Experience - Follow The Beat features Damon C Scott (Storm Queen), Noonie Bao, og Sofie Gråbøl.
- 2014 - The Kenneth Bager Experience featuring Damon C Scott - Beautiful Day
- 2014 - Kenneth Bager - Follow The Beat (Album)
- 2015 - DJ Pippi & Kenneth Bager - Never Stop Dreaming
- 2015 - Kenneth Bager - Follow The Dub (Album)
- 2015 - Kenneth Bager - I Wish I Could Be Happy (Mixes)
- 2015 - Kenneth BAger & Dj Pippi - La Serenata (Mixes)
- 2016 - Kenneth Bager - Premiere Classe ( Album)
- 2016 - Kenneth Bager & Dj Mam - Samba N Regga Ep
- 2018 - Kenneth Bager - Water Woman Ep ( 2 Tracks)
- 2018 - Copenema - Te Faz Bem ( collab with Rodrigo Sha, Thomas Volmer & Troels Hammer )
- 2019 - Kenneth Bager & jez Phunk - Farmacia ( Homage To Frankfurt)
- 2019 - Kenneth & Jez Phunk - Drums of Steel
- 2019 - Copenema - Deixa Musica Tocar (Album) ( collab with Rodrigo Sha, Thomas Volmer & Troels Hammer )
- 2019 - KBAG - On'N' On Again
- 2019 - Copenema -  Serei Seu ( collab with Rodrigo Sha, Thomas Volmer & Troels Hammer )
- 2020 - Kenneth Bager EP - Stones & Steel,  JLP Smoked A Doobie feat Reinhard Vanbergen, Late Night Symphonies ( a tribute to Andrew Weatherall) feat Reinhard Vanbergen
- 2020 - Kenneth Bager & jez Phunk - Farmacia ( A Homage to Frankfurt Carl Cox Remix)
- 2020  - Kenneth Bager & jez Phunk - Farmacia ( A Homage to Frankfurt Musumeci Remix)
- 2021 - Kenneth Bager Greatest Hits (Album)
- 2021 - The Kenneth Bager Experience - Fragments from A Dub Cadet
- 2022 - Voice of Art - Sleeping Sculptures (Album collab with Troels Hammer, OliO and Walther)
- 2022 - Voice of Art - Insieme A Te feat Troels Hammer Jpye & Renato
- 2022 - Anders Ponsaing & Kenneth Bager - Greece 2000 (feat Claus Hojensgard)
- 2022 - Voice of Art - Alladin's Lawn Mover  (collab with Troels Hammer, OliO and Walther)
- 2022 - Hess is More/ Kenneth Bager / Iboja - Ibojas Sange ( Album)
- 2022- Voice of Art - The Art Of saying No (collab with Troels Hammer, OliO and Walther)
- 2022 - Kenneth Bager - Late Night Symphonies ( Album)
- 2022 - Kushi feat Oilo, Walther & Kenneth Bager - Organ in My Pants
- 2023 - Voice of Art - Losing My leaves ( collab with Troels Hammer, OliO and Walther feat Claus Højensgaard)
- 2023 - Tolga Büyük & Kenneth Bager - East Of North (Album)
- 2024 - Valentin Huedo - Dance With Wolves ( feat Kenneth Bager, Dj Disse & The Swan & The Lake)
- 2025 - Kenneth Bager & Findlay Brown - Silence Was Singing ( Album )
- 2025 - Kenneth Bager & Tolga Büyük - Englebørn (Score)
- 2025 - Kenneth Bager & Findlay Brown - Silence Was Singing (Remix Album remixed by Steve Cobby, John Beltran, Dan Idjut Boys, Mad Professor, Willie Graff, Pete Blaker, Random House Factor, Deadbeats, Grassskirt)

### Produktioner
- 1988 - Rockers By Choice - Engel/ Nedtur 12"
- 1988 - Rockers By Choice – Opråb! (Til Det Danske Folk) 12"
- 1989 - Rockers By Choice – Nej Til Narkotika (Remix) 12"
- 1989 - Rockers By Choice - Opråb til det Danske Folk ( Album)
- 1989 - Rockers By Choice - Gang I Den Remix 12"
- 1996 - Sergio - Hong Kong Affair 12"
- 2009 - Aura - "Song For Sophie" og "Something From Nothing" (begge med Thomas Troelsen)
- 2011 - Aura - "Where The Wild Roses Grow" med Thomas Schulz og Benjamin Muehlethaler.

### Compilations / Opsamlingsalbum
- 1990 - Baby Hits - compiled af Kenneth Bager med bl.a Clubland, Lorca, Trevor Fung, Liasonss D, L.U.P.O, Secchi, Petra, Rhythm Device og Electric Papa.
- 1991 - Coma The Album - compiled af Kenneth Bager med bl.a. Moby, A Split Second, Miro, The Overlords, Congress, The KLF, Shamen og The Jams.
- 1992 - Coma The Album 2 - compiled af Kenneth Bager med bl.a. The KLF, Liquid, Inner City, Toxic Two, Abfahrt, Dassic, Mental Generation, Yothu Yindi, U 96, Opus III, Bass Bumpers, Lemoninterupt og Dr Baker.
- 1992 - Coma The Album 3 - compiled af Kenneth Bager med bl.a. Inner City, Gat Decor, Degrees of Motion, Age Of Love, Finitribe, Ramirez & Pizarro, Sugarcubes og Les Negresses Vertes.
- 1993 - Coma The Album 4 - compiled af Kenneth Bager med bl.a. Robin S, Dance 2 Trance, Peyote, Bassman/De La ray, Bizarre Inc, Jaydee, Tc 1992, Capella og Club 69.
- 1993- Mermaid Tracks - compiled af Kenneth Bager med bl.a. Miro, Dr Baker, Overlords, Koxbox, Mental Generation, How Do I, Fletch, og Tournesol.
- 1994 – Music for dreams -compiled af Kenneth Bager med bl.a. Brian Eno, Peter Gabriel, Michael Nyman, Ennio Morricone, The Korgis, Enigma, Orbital og The Beloved
- 1994 - Flex The Album - compiled af Kenneth Bager med bl.a. Jx, Reel 2 Real, Outhere Bros, Doop, O. T Quartet, Tinman, Blast, Ramirez, Jens og Livin Joy.
- 1995 - Dub Trip & Hop - compiled af Kenneth Bager med bl.a. Portishead, Strange Brew, Electra, Dub Tractor, Some Other People, The Woodshed, Kruder & Dorfmeister, Transglobal Underground og Eastern Vibes.
- 1995 - Techno Classics - compiled af Kenneth Bager med bl.a. Orbital, Out Of The Ordinary, Abfahrt, The Overlords, Datura, X Marks The Pedwalk, Marmion, Jaydee & Psycho Tropic.
- 1995 - Flex The Album 2 - compiled af Kenneth Bager med bl.a. The Bucketheads, Nightcrawlers, Jx, Winx, Tony Di Bart, Strike, The Original, Jamiroquai, Alex Party og Baby D.
- 1996 - Maximum Dance Party - compiled af Kenneth Bager med bl.a. The Bucketheads, Heller n Farley Project, Double Dee, D'Lacy, Mighty Dub Cats, Size 9, Josh Wink, Tom Wilson, Celvin Rotane, Quench, Luniz, Skee-lo, Umboza og Dj Quicksilver
- 1997 - The X- Ray Dance Party 2000 - compiled by Kenneth Bager & Kjeld Tolstrup med bl.a. Ruffneck, Jimi Tenor, Todd Terry, BBE, Faithless, Hysteric Ego, Subliminal Ego og Bubble Beat.
- 2001 - Music For Dreams - The Pink Book  - compiled af Kenneth Bager med bl.a. Radiohead, Bent, Nils Petter Molvær, Moby, St. Germain , J walk, Royksopp, Gotan Project, Calm, Mos Def, Dr Rockit, State River Widening, Silent Poets, Metro Area & Klint.
- 2001 - The Grand Lounge - compiled af Kenneth Bager med bl.a. Dj Disse, Radar, Super Glue, Laid Back, Ganga og Infernal.
- 2001 - Musikken Fra Robinson Ekspeditionen - compiled af Kenneth Bager med bl.a. Brian Eno, Bliss, Ganga, Sergio, Grassskirt & Lenny Ibizarre & Chris Coco.
- 2003 - Luftkastellet - compiled af Kenneth Bager med bl.a. Flunk, Mind Over Midi, Cantoma, Slow Train, Luke , Rework, Manuel Gottsching og Bliss.
- 2004 - World Dub Pastry 1- compiled af Kenneth Bager med bl.a. Tomzen, Manuela Krause & Pole, Sandoz, Blaze og Cantoma.
- 2004 - Luftkastellet 2 - compiled af Kenneth Bager med bl.a. Joe Dukie & Dj Fitchie, Flevans, Ganga, Laid Back, Rework, Shantel, Hilltribe vs The Staple Singers.
- 2005 - Luftkastellet 3 - compiled af Kenneth Bager med bl.a. Mylo, Snooze, Bongmaster Inc, Emiliana Torrini, Shantel, Thievery Corporation feat David Byrne, Omfo, Lazyboy og Hess is More.
- 2005 - Music For Mindfullness vol. 1
- 2006 - Folk but Not Folk 1 - compiled af Kenneth Bager med bl.a. Jose Gonzalez, Josh Rouse, Kings Of Convenience, Thomas Dybdahl, Jazzy Jeff, Sebastian Tellier og The Weepies.
- 2006 - Luftkastellet - compiled af Kenneth Bager med bl.a. the Knife, Coldcut, Nightmares on Wax, Dj Disse, Propoganda, Quentin HArris, Jose Gonzalez, The Nomad, Small World, Hess is More, Kenneth Bager og Frontera.
- 2006 - Balearic Biscuits - compiled af Kenneth Bager med bl.a. Blaze, The Knife, Max Berlin, Shantel, Parov Stelar.
- 2007 - World Dub Pastry Vol 2 - compiled af Kenneth Bager med bl.a. Allez Allez, Dub Pistols, Dj Disse, Ananda Project, Deadbeat og Bjørn Torske.
- 2007 - Balearic Biscuits 2 - compiled af Kenneth Bager med bl.a. Gabriel Ananda, Roy Ayers og Thomas Dolby.
- 2007 - Luftkastellet 5 - compiled af Kenneth Bager med bl.a. Coldplay, Trentemøller, Badly Drawn Boy, Roisin Murphy, Wild Rumpus, Liv Lykke, Gavin Russom & Delia Gonzales.
- 2007 - Sounds Like In Wear - compiled af Kenneth Bager med bl.a. Dub Tribe, Koop, Hess Is More, Peter Bjørn & John, Dj Disse, Lindstrøm, Agoria, Jazzbox, Louie Austen og Son of Dave.
- 2009 - Folk but Not Folk 2 - compiled af Kenneth Bager med bl.a. Arthur Russell, Wim Mertens, Eroc, Holger Czukay, Benjamin Biolay, Jazz box, Scott Matthews, Fionn Regan, Bliss feat Ane Brun, Grandjean og Josh Rouse.
- 2009 - Balearic Biscuits 3 - compiled af Kenneth Bager med bl.a. Simple Minds, Jack Penate, Tony Allen, Stever Miller Band, Dennis Ferrer, Fagget Fairy's og Michel Cleis.
- 2009 - Louisiana - The Danish Museum - compiled af Kenneth Bager med bl.a. Portico Quartet, Arthur Russell, Penguin Cafe Orchestra, John Beltran, Susumo Yokota, Wim Mertens, Yann Tiersen, Kings Of Convenience, Rene Aubry, The Kenneth Bager Experience, Hess Is More og Grandjean.
- 2009 - Music For Dreams Vol. 1 compiled by Kenneth Bager
- 2009 - Music For Dreams Vol. 2 compiled by Kenneth Bager
- 2009 - Music For Dreams Vol. 3 compiled by Kenneth Bager
- 2009 - Music For Dreams Vol. 4 compiled by Kenneth Bager
- 2009 - Luftkastellet 6 - compiled af Kenneth Bager med bl.a. Grace Jones, Moby, Grandjean, Henrik Schwarz, Shantel, Dj Disse, Aura, Mari Boine, Edwyn Collins, Yoav og Osunlade.
- 2010 - Music For Dreams Vol. 5 (The Remixes)  compiled by Kenneth Bager
- 2010 - Music For Dreams Vol. 6 compiled by Kenneth Bager
- 2010 - Music For Dreams Vol. 7 compiled by Kenneth Bager
- 2010 - Fuck The Rest - Here's The Coma Club - compiled af Kenneth Bager med bl.a. Prodigy, Royksopp, Inner City, Mory Kante, Punjabi Mc, Snap, Aloe Blacc, Dennis Ferrer, Rune Rk, Yello, Elkin & Nelson, Faithless, Wamdue Project, Gala, Die Vogel, Joris Voorn, Sash, BBE, Mantronix, Fagget Fairy's, Royal House, Run DMC, N.E.R.D, LCD Sound System, Tuccillo, The Good Men, Bob Sinclair, Fedde Le Grand, Butch, Eric Prydz, Dj Disse, Dj Gregory, Dr Alban og The Kenneth Bager Experience.
- 2013 - Cafe Mambo Ibiza - Sunset Sessions vol. 1 - compiled af Kenneth Bager - med bl.a. John Heckle, Maria Callas, Jamie Woon, Stimming, Charles Trenet, Marcella Bella, Troels Hammer, Peter Visti og Johan Johansson
- 2013- Cafe Mambo Ibiza - The Twilight Sessions - compiled by Kenneth Bager med bl.a. Storm Queen, Ten Walls, Joris Voorn, Kolsch, Fransesco Rossi. Pitto, Lone. Monika Kruse, Bryan Ferry, Agoria og Ninetoes.
- 2014 - Kenneth Bagers Balearic Biscuits - med bl.a. Leisure Connection, Apiento, Laid Back, Sven Weiseman, Ry Cumming & Frank Weideman og Agaric.
- 2014 - Music For Dreams - Sunset Sessions vol. 2 - compiled af Kenneth Bager med bl.a. Roisin Murphy, Javier Bergia, Emil Germ, Todd Terje, J Walk, Woo, Alex Burkat & Troels Hammer.
- 2015 - Copenhagen vol. 1 - 2015
- 2015 - Music For Dreams: The Sunset Sessions Vol. 3
- 2015 - Copenhagen vol. 2 - 2015
- 2016 - Copenhagen vol. 1 - 2016
- 2016 - Jockey Club presents The Sunset Sessions vol. 4 Compiled by Kenneth Bager
- 2016 - Copenhagen vol. 2 - 2016
- 2017 - Copenhagen vol. 1 - 2017
- 2017 - Jockey Club presents The Sunset Sessions vol. 5 Compiled by Kenneth Bager
- 2017 - Copenhagen vol. 2 - 2017
- 2018 - Copenhagen vol. 1 - 2018
- 2018 - Jockey Club, The Sunset Sessions Vol. 6, Compiled by Kenneth Bager
- 2018 - Music For Mindfullness vol. 2
- 2018 - Copenhagen vol. 2 - 2018
- 2019 - Copenhagen vol. 1  - 2019
- 2019 - Me Ibiza, Music For Dreams - The Sunset Sessions Vol. 7
- 2019 - Music For Mindfulness Vol. 3
- 2019 - Copenhagen vol. 2  - 2019
- 2020 - Copenhagen vol.1  - 2020
- 2020 - The Sunset Sessions Vol. 8
- 2020 - Music For Mindfulness Vol. 4
- 2020 - Music For Clubs Compilation # 1
- 2020 - Copenhagen vol. 2 - 2020
- 2021 - Copenhagen vol. 1 - 2021
- 2021 - Sunset Sessions Vol 9.
- 2021 - Copenhagen vol. 2 - 2021
- 2022 - Copenhagen vol. 1 - 2022
- 2022 - Music For Dreams - 20 Years Best Of
- 2022 - Music For Dreams 20 Years, The Sunset Sessions Vol 10.
- 2022 - Copenhagen vol. 2 - 2022
- 2023 - Copenhagen vol. 1 - 2023
- 2023 - Music For Mindfulness - Vol. 7
- 2023 - Sunset Sessions Vol. 11
- 2023 - Copenhagen vol. 2 - 2023
- 2023 - Music For Dreams Best of 2023
- 2024 - Copenhagen vol. 1 - 2024
- 2024 - Sunset Sessions Vol. 12
- 2024 - Balearic Biscuits Vol. 4
- 2024 - My House Is your House
- 2024 - Copenhagen vol. 2  - 2024
- 2024 - Music For Dreams Best of 2024
- 2025 - Copenhagen vol. 1 - 2025
- 2025 - Balearic Bisquits Vol. 5
- 2025 - Sunset Sessions Vol 13
- 2025 - My House Is your House Vol 2
- 2025 - Copenhagen Vol 2 - 2025
- 2025 - Music For Dreams Best of 2025

### Remixes
- 1983 - tv·2 - Pop Musikerens Vise (Dubmusikerens Clubmix) Remix & Concept Jørgen Juul & Kenneth Bager 12"
- 1984 - Alberte - Ramt (Windcake remix)/ Bako -Kao Dub / Windpella) 12"
- 1985 - Mænd i Blåt - Vi Har det 12"
- 1985 - tv·2 - Vil Du Danse Med Mig (Nå Nå Mix) 12" Concept Kenneth Bager 12"
- 1986 - Michael Falch - Den Danske Helt (Hey-Hey Mix) 12"
- 1987 - Lars H.U.G - Kysser Himlen Farvel (Remix Kenneth Bager & Jesper Ranum )12"
- 1987 - Alberte - Det Kan Ikke Vare Længe (The Kenneth Bager Remixes) 12"
- 1987 - Take Five - Waves Water Rushing Down  (Over Wet Mix / Chrystalized Dub) 12"
- 1987 - Nitro Deluxe - Let's get Brutal (Cutfather & Kenneth Bager remix) 12"
- 1987 - Loose Ends - Gonna Make You Mine (Aldrig Udgivet)
- 1987-  Glady's Knight and The Pips - Lovin on Next To Nothin (Aldrig Udgivet)
- 1988 - Bamse - Can't Help Falling In Love 12"
- 1987 - Sanne Salomonsen - Coming From Heart (The House That Baker Build)/Dub/Instrumental/House Version/Pumped Up Rock Version/Dreamy Piano Acapella) 12"
- 1989 - Gnags - Dansende Blå Linealer (Den Dansende Doktor & Blå Bagers Lineal-mix)/ A Dr's & A Baker's Blue Psyko -mix) 12"
- 1989 - Kasper Winding - Mouse (The Extended Mouse Ate The P'Funky Cheese And Went In Coma Mix) 12"
- 1989 - Rockers By Choice - Opråb Til det Danske Folk Remix 12"
- 1990 - TV·2 - Rejsen Til Rio (Dr. Baker's Baby Mix)/(Dr. Baker's Baby Dub)
- 1990 - Yasmin - Wanna Dance (Bakers Baby Bootleg Old-School Mix)
- 1991 - The Overlords Sundown (Sunshine and the 909/ Sunfactor 909 - Coma Mix)
- 1991 - How Do I - Knowing Me Knowing You (Baker's Own Baby Remix/ Flying Coma Dub)
- 1994 - Baby D - Let Me Be Your Fantasy (MKM Remix) 12"
- 1994 - Culture Beat - World In Your Hands (MKM remix) 12"
- 1994 - Culture Beat - Adelante ! (MKM remix)
- 2006 - Cantoma - Mondo Christo  (The Kenneth Bager Experience edit)
- 2007 - Hess Is More - Yes Boss (Kenneth Bager vs Hess Balearic Bongo dub)
- 2007-  Valravn - Kraka (The Kenneth Bager Experience Remix)
- 2011 - Yoav - We Are All Dancin (The Kenneth Bager Experience Remix)
- 2011 - The Ghost - City Light (The Kenneth Bager Experience Remix)
- 2012 - Roman Flugel - Krautus (Unofficiel Remix)
- 2012 - Peter Visti - Besos (The Kenneth Bager Experience Remix)
- 2012 - Coyote - Eve (The Kenneth Bager Experience Remix)
- 2012 - Candi Staton - Hallelujah Anyway (The Kenneth Bager Experience Remix)
- 2013 - Christopher - Told You So (The Kenneth Bager Experience Remix)
- 2013 - Hannah Schneider - Trouble (The Kenneth Bager Experience Remix)
- 2013 - Hess is More - Creation (The Kenneth Bager Experience Remix)
- 2013 - Storm Queen - Look Right Through (The Kenneth Bager Experience Remix)
- 2014 - Laid Back - Fuck (The Kenneth Bager Experience Remix)
- 2015 - Betina Bager & Brian O - Goodbye  (The Kenneth Bager Experience remix)
- 2016 - Ruf Dug - Dominica (Kenneth Bager ambient instrumental)
- 2016 - Borneland - Eyes (The Kenneth Bager Experience remix feat Line Gottsche)
- 2016 - Pochill - Francesca Road (feat Dalholt & Langkilde remix - DJ Pippi & Kenneth Bager remix)
- 2016 - 380 Volt Electric Papa - I Think You Are Boring (Kenneth Bager remix)
- 2017 - Takuma Inokuchi - Sunshine Lagoon (Kenneth Bager remix)
- 2017 - CamelPhat - Cola (Kenneth Bager remix)
- 2017 - Dalholt & Langkilde - Disco Disco (Kenneth Bager vs Dalholt Beach remix)
- 2017 - Silent Riders - I See You (Kenneth Bager's extended mix)
- 2018 - CheapEdits - Porta Remunda (Kenneth Bager remix)
- 2018 - Carbalido - Metaphor (Kenneth Bager edit)
- 2018 - Emil De Waal & Gustaf Ljunggren - Platan (Kenneth Bager Edit)
- 2019 - Lips Lips Lips - Leave (Kenneth Bager's extended mix)
- 2019 - Islandman - Shu! (Kenneth Bager radio edit)
- 2020 - Kenneth Bager / Jez Phunk / Krystal - Burning Flame (2020 remix)
- 2021 - Copenema - Te Faz Bem (Kenneth Bagers Coma Club/ Dub mix)
- 2021 - Ready in LED - Feel (feat DJ DIVO & OliO) (Kenneth Bager remix)
- 2022 - Troels Hammer - Infinita feat Clara Valente (Kenneth Bager & Mads Hammer remix)
- 2023 - Wille - Frangipani (Kenneth Bager remix)
- 2024 - Hess Is More - You Don't Dance (Kenneth Bager remix)
- 2024 - Candidates Of Ebba - Tilbage:Fremad (Kenneth Bager's extended mix)
- 2024 - Hess Is More - You & Me & Them (Kenneth Bager remix)